# Monterrey Open 2025
Il Monterrey Open 2025, conosciuto anche come Abierto GNP Seguros 2025 per motivi di sponsorizzazione, è un torneo femminile di tennis giocato sul cemento. È la 17ª edizione del torneo, facente parte della categoria WTA Tour 500 nell'ambito del WTA Tour 2025. Si gioca al Club Sonoma di Monterrey in Messico, dal 18 al 23 agosto 2025.

## Partecipanti

### Teste di serie
| Nazionalità | Giocatrice               | Ranking* | Testa di serie |
| ----------- | ------------------------ | -------- | -------------- |
| Stati Uniti | Emma Navarro             | 11       | 1              |
|             | Ekaterina Aleksandrova   | 16       | 2              |
|             | Diana Šnajder            | 20       | 3              |
| Brasile     | Beatriz Haddad Maia      | 21       | 4              |
| Belgio      | Elise Mertens            | 22       | 5              |
| Rep. Ceca   | Linda Nosková            | 23       | 6              |
| Canada      | Leylah Fernandez         | 25       | 7              |
|             | Anastasija Pavljučenkova | 33       | 8              |

* Ranking al 11 agosto 2025.

### Altre partecipanti
Le seguenti giocatrici hanno ricevuto una wild card per il tabellone principale:
- Emma Navarro
- Victoria Rodríguez
- Maria Sakkarī
- Ajla Tomljanovic

Le seguenti giocatrici sono entrate nel tabellone principale passando dalle qualificazioni:

- Cristina Bucșa
- Léolia Jeanjean
- Antonia Ružić
- Lulu Sun

### Ritiri
Prima del torneo
- Magdalena Fręch → sostituita da  Alycia Parks
- Anna Kalinskaja → sostituita da  Renata Zarazúa
- Sofia Kenin → sostituita da  Anna Bondár
- Veronika Kudermetova → sostituita da  Kamilla Rachimova

## Partecipanti al doppio

### Teste di serie
| Nazionalità | Giocatrice         | Nazionalità   | Giocatrice               | Ranking* | Testa di serie |
| ----------- | ------------------ | ------------- | ------------------------ | -------- | -------------- |
| Canada      | Gabriela Dabrowski | Nuova Zelanda | Erin Routliffe           | 20       | 1              |
| Ucraina     | Ljudmyla Kičenok   | Australia     | Ellen Perez              | 35       | 2              |
| Cina        | Guo Hanyu          |               | Aleksandra Panova        | 54       | 3              |
| Spagna      | Cristina Bucșa     | Stati Uniti   | Nicole Melichar-Martinez | 57       | 4              |

* Ranking al 11 agosto 2025.

### Altre partecipanti
La seguente coppia di giocatrici ha ricevuto una wild card per il tabellone principale:
- Julia García Ruiz /  Victoria Rodríguez